# Euterpé
Euterpé (latinsky Euterpe, řecky Eὐτέρπη – „Potěšující“) je v řecké mytologii Múza hudba a dcea nejvyššího boha Dia a bohyně paměti Mnémosyné.
Bývá též označována jako Múza hry na flétnu a Múza chórů v tragédiích.

## Odraz v umění
- Její tři nejlepší starověké sochy (římské kopie řeckých originálů ze 4.–3. stol. př. n. l.) jsou ve Vatikánském muzeu, v Národním muzeu v Neapoli a v pařížském Louvru.
- Hérodotos z Halikarnéssu po Euterpé pojmenoval druhou knihu svých Dějin, pojednávající o reáliích a historii Egypta před jeho dobytím Peršany.
- Je vyobrazena na rubové straně české bankovky o nominální hodnotě 2000 korun.[1]